# Panicum linearifolium
Panicum linearifolium är en gräsart som beskrevs av Frank Lamson Scribner. Panicum linearifolium ingår i släktet vipphirser, och familjen gräs. Inga underarter finns listade i Catalogue of Life.

## Bildgalleri

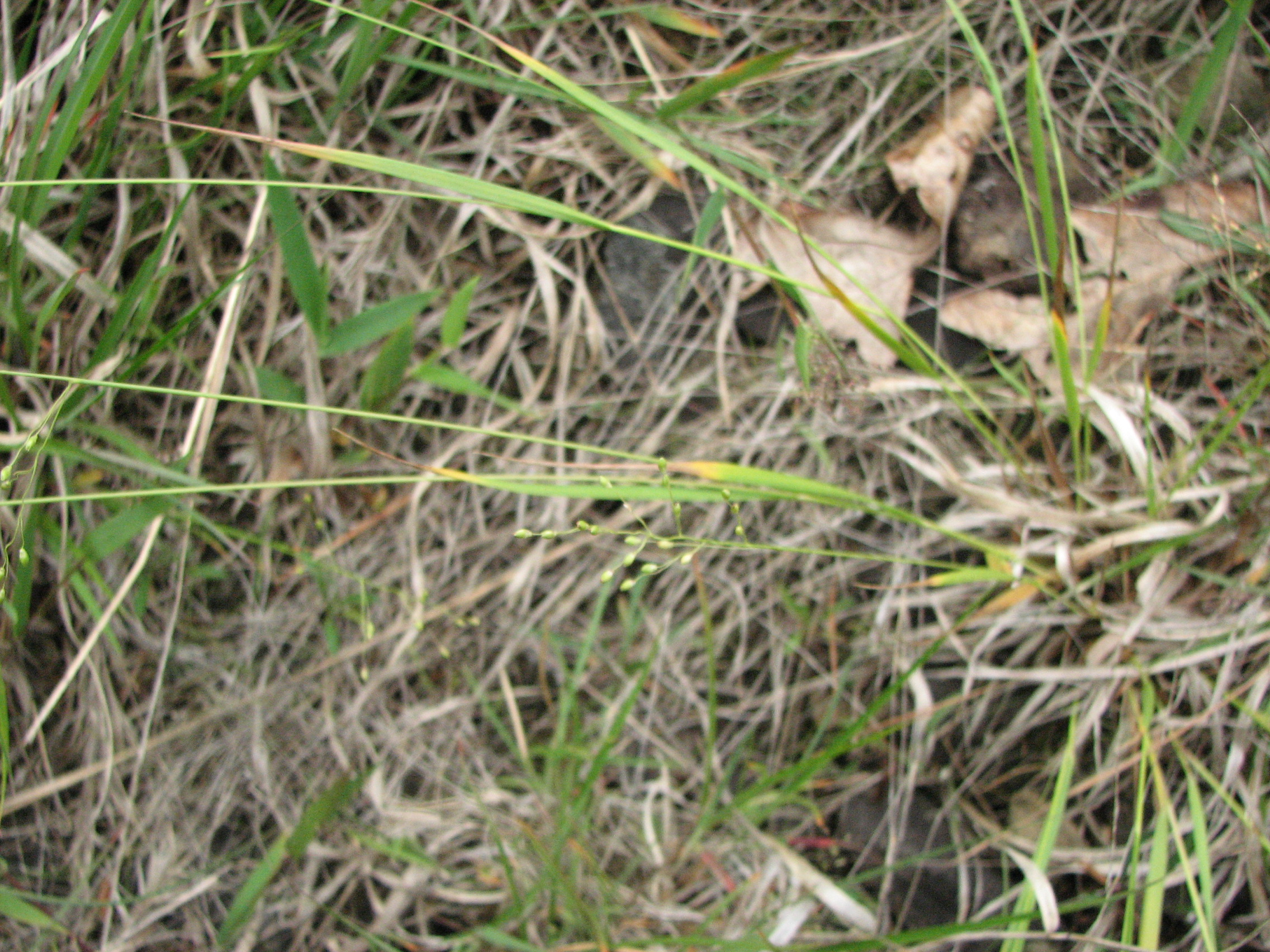